# Wörth am Rhein
Wörth am Rhein är en stad i Landkreis Germersheim i förbundslandet Rheinland-Pfalz i Tyskland.